# Ctenus idjwiensis
Ctenus idjwiensis là một loài nhện trong họ Ctenidae.
Loài này thuộc chi Ctenus. Ctenus idjwiensis được Pierre L. G. Benoit miêu tả năm 1979.